# Achim Leutz (Luftfahrtingenieur)
Achim Leutz (* 27. Dezember 1940 in Eisenstadt; † 6. Juni 2017 in Falkensee) war ein deutscher Luftfahrtingenieur und Fluglehrer.

## Leben
Der am 27. Dezember 1940 in Eisenstadt im Burgenland (Reichsgau Niederdonau) geborene Achim Leutz studierte an der Technischen Universität Berlin Flugtechnik. Bereits kurz nach seiner Immatrikulation trat er 1961 der Berliner Akademischen Fliegergruppe bei, war 1963 und 1966 stellvertretender Vorsitzender des Vereins.
Als studentischer Mitarbeiter Professor Edgar Rößgers am Institut für Luftfahrzeugführung und Luftverkehr – dem späteren Institut für Luft- und Raumfahrttechnik – organisierte Leutz 1966 einen institutsinternen Segelfluganfängerlehrgang auf dem Flugplatz Waggum. Als Fluglehrerkandidat schulte er hierbei den durch sein Turbotriebwerkskonzept bekanntgewordenen Claus Oehler. Dieser Lehrgang bildete die Basis des 1970 etablierten „Hertellehrgangs“, benannt nach dem ersten Lehrstuhlinhaber für Luftfahrzeugbau nach dem Zweiten Weltkrieg und Akaflieg-Ehrenmitglied Heinrich Hertel. Nach dem Studium bewarb er sich im Oktober 1971 an der TU Berlin im Fachgebiet Strömungslehre auf die Stelle eines Universitätsrats. Ab dem 17. Januar 1972 sorgte er bis zu seiner Pensionierung am 31. März 2006 als „Institutsmanager“ am Hermann-Föttinger-Institut für Strömungsmechanik (HFI) für die erfolgreiche Durchführung zahlreicher Forschungsprojekte. Er war unter anderem Geschäftsführer der Forschergruppe „Beeinflussung und Steuerung turbulenter Scherströmungen“ und des daraus hervorgegangenen Sonderforschungsbereichs 557 der DFG „Beeinflussung komplexer turbulenter Scherströmungen“.
Seit 1972 als Berliner Segelfluglehrer BL 26 tätig wurde Leutz Ausbildungsleiter der Akaflieg, war seit deren Gründung Ende 1991 Ausbildungsleiter der Akademischen Fliegervereinigung (AFV) und von 1978 bis 1996 Landesausbildungsleiter des Luftfahrtverbandes Berlin im Deutschen Aeroclub (DAeC). Nach 1989 unterrichtete er gemeinsam mit Rainer Selle in Wochenendseminaren Berliner und Brandenburger mit DDR-Pilotenlizenz in bundesdeutschem Luftrecht, damit deren Pilotenscheine umgeschrieben werden konnten. Er organisierte die jährlichen Fluglehrer-Fortbildungslehrgänge und den Theorieunterricht des Landesverbandes Berlin und wirkte als Luftfahrtsachverständiger für das Land Berlin und Prüfungsrat im Land Brandenburg. Ab Anfang 1991 bereiste Leutz die Umgebung Berlins auf der Suche nach einem nähergelegenen Fluggelände, das die langwierigen Fahrten zum bisherigen Akaflieg-Flugplatz Großes Moor bei Burgdorf obsolet werden ließe. Die Suche führte zum Gelände des früheren Stadtgutes Pritzwalk, dessen Areal bei Kammermark im Flächennutzungsplan der DDR bereits als Segelfluggelände vorgesehen worden war. Am 31. März 1994 konnte der langwierige Prozess der Einrichtung des Segelfluggeländes Kammermark abgeschlossen werden. Achim Leutz, der wesentlichen Anteil am Gelingen hatte, machte gemeinsam mit Gregor Bremer am 2. April 1994 den ersten Start. Noch im gleichen Jahr organisierte er hier einen Fluglehrerlehrgang. Bis zur Jahrtausendwende folgten drei weitere. Leutz betreute die TU-Lehrveranstaltungen „Experimentelles Fliegen“ und „Messtechnische Übungen II“. Er organisierte das Bundesjugendvergleichsfliegen 2001, das Landesjugendvergleichsfliegen Berlin 2007 und die Berliner Landesmeisterschaft im Segelflug 2013, die alle auf dem Flugplatz Kammermark ausgetragen wurden. Mehrere Motorsegler-Lehrgänge für Mitglieder der idaflieg betreute er als Fluglehrer oder Prüfer. Im Herbst 2015 beendete Leutz das aktive Fliegen und gab der Luftfahrtbehörde seine Fluglizenz zurück.
Nach seiner Pensionierung intensivierte Leutz die Beschäftigung mit der Geschichte der Technischen Hochschule Berlin, besonders mit deren Föttingerschem Institut für Technische Strömungslehre und veröffentlichte fortlaufend die Ergebnisse seiner Recherchen.
Er starb am 6. Juni 2017 in seinem Haus in Falkensee bei Berlin.

## Ehrungen
- Goldenes Ehrenzeichen des DAeC (1986)
- Goldene Ehrennadel des DAeC (2011)
- Ehrenmitglied der Akademischen Fliegergruppe Berlin (2017)

## Schriften (Auswahl)
- Achim Leutz: Vergleichende Untersuchungen der bei Lebewesen vorkommenden Ortungs- und Navigationsverfahren unter besonderer Berücksichtigung ihrer Anwendbarkeit auf Techniken der Luft- und Raumfahrt. 1971.
- Achim Leutz: Über Ortungs- und Navigationsverfahren bei Tieren. Ein komplexes natürliches Ortungs- und Navigationsverfahren dargestellt am Beispiel der Honigbiene. In: Forschungsberichte des Landes Nordrhein-Westfalen. Nr. 2354. Westdeutscher Verlag, Opladen 1975, ISBN 3-531-02354-3, doi:10.1007/978-3-322-88075-8.
- Achim Leutz: Hermann Föttinger (1877–1945). Erweiterte Fassung eines Seminarvortrags am ehem. Hermann-Föttinger-Institut für Strömungsmechanik am 17.2.2006. In: HFI-Institutsbericht. Nr. 1, 2006 (hermann-foettinger.de [PDF; 6,6 MB; abgerufen am 9. November 2017]).
- Hans Hermann Fernholz; Achim Leutz: Gedenkschrift zum 100. Geburtstag von Prof. Dr.-Ing. Rudolf Wille, Strömungsmechaniker, Hochschullehrer, Reformer, 22.08.1911–28.12.1973. Biografische Notizen zu Rudolf Wille, o. Professor für Strömungslehre der Technischen Universität Berlin. Universitätsverlag der TU Berlin, Berlin 2011.
- Achim Leutz: Schiff Nr. 294 der Stettiner Maschinenbau-Actien-Gesellschaft Vulcan „Föttinger Transformator“. Hrsg.: Hermann-Föttinger-Archiv. Februar 2012 (hermann-foettinger.de [PDF; 1,6 MB; abgerufen am 9. November 2017]).
- Achim Leutz: Schiff Nr. 344 der Stettiner Maschinenbau-Actien-Gesellschaft Vulcan „Königin Luise“ Seebäderdampfer der Hamburg-Amerika-Linie. Hrsg.: Hermann-Föttinger-Archiv. Juni 2012 (hermann-foettinger.de [PDF; 2,3 MB; abgerufen am 9. November 2017]).
- Achim Leutz: Föttinger und der Kaiser-Wilhelm-Tunnel (Cochemer-Tunnel). Hrsg.: Hermann-Föttinger-Archiv. 14. Januar 2016 (hermann-foettinger.de [PDF; 1000 kB; abgerufen am 9. November 2017]).
- Achim Leutz: Biografische Notizen zu Professor Dr.-Ing Hermann Föttinger. Elternhaus und Ausbildung 9.2.1877 – 31.10.1899. Hrsg.: Hermann-Föttinger-Archiv. April 2016 (hermann-foettinger.de [PDF; 18,9 MB; abgerufen am 9. November 2017]).
- Achim Leutz (Hrsg.): Gedenkschrift zum 130. Geburtstag von Walter Kucharski (20.6.1887–11.11.1958). Ingenieur, Hochschullehrer, Reformer: Erster Rektor der Technischen Universität Berlin. Universitätsverlag der TU Berlin, Berlin 2017, ISBN 978-3-7983-2902-7.